# 莫朝進士列表
本列表是莫朝進士等總表。莫朝退守高平前的庭試共举行過22科，录取了過四百名进士。

## 太祖朝
- 明德三年己丑科進士（1529年）

## 太宗朝
- 大正三年壬辰科進士（1532年）
- 大正六年乙未科進士（1535年）
- 大正九年戊戌科進士（1538年）

## 憲宗朝
- 廣和元年辛丑科進士（1541年）
- 廣和四年甲辰科進士（1544年）

## 宣宗朝
- 永定初年丁未科進士（1547年）
- 景曆三年庚戌科進士（1550年）
- 景曆六年癸丑科進士（1553年）
- 光寶二年丙辰科進士（1556年）
- 光寶五年己未科進士（1559年）
- 光寶八年壬戌科進士（1562年）

## 茂洽朝
- 淳福初年乙丑科進士（1565年）
- 崇康初年戊辰科進士（1568年）
- 崇康四年辛未科進士（1571年）
- 崇康七年甲戌科進士（1574年）
- 崇康十年丁丑科進士（1577年）
- 延成三年庚辰科進士（1580年）
- 延成六年癸未科進士（1583年）
- 端泰二年丙戌科進士（1586年）
- 興治二年己丑科進士（1589年）
- 洪寧二年壬辰科進士（1592年）

## 敬恭朝
莫朝敗亡，逃奔高平後仍有舉行科舉，但詳細情況史無記載。
- 乾統二年甲午科進士（1594年）[1]